# Museo de Arte de Lima
El Museo de Arte de Lima (MALI) es uno de los principales museos del Perú, ubicado en el Palacio de la Exposición, frente al Museo de Arte Italiano, en el distrito de Lima.  Su área de exposición total es de 4500 m² incluyendo las salas correspondientes a la colección permanente y a las exposiciones temporales.
Es una construcción precursora en América Latina, pues es una de las más tempranas e importantes obras hechas con la técnica de construcción en fierro. Proyectado en el estilo neo-renacentista, fue diseñado por el arquitecto italiano Antonio Leonardi. Rodeado de estatuas, jardines y zoológico, el Museo es de carácter artístico y tiene como tema el arte peruano a través de su historia.
La colección está organizada de acuerdo a las épocas de la historia peruana; su colección incluye cerámica y textilería de las diversas culturas prehispánicas que existieron en los Andes, muebles coloniales, obras pictóricas de Pancho Fierro, José Gil de Castro, Francisco Laso, Ignacio Merino, Carlos Baca Flor y otros pintores del período republicano, así como su exposición permanente que engloba 3 000 años de arte en el Perú.
El Museo brinda cursos de artes plásticas, expresión corporal, guitarra, aeróbicos y danzas. También cuenta con servicios de filmoteca. Es uno de los principales museos del país, con una trayectoria reconocida en la conservación, investigación y difusión del arte peruano.

## Historia
Originalmente el edificio fue construido en 1872 con diseños del arquitecto Antonio Leonardi. Fue reestrenado 1959 por la iniciativa de un grupo de personas que formaron el Patronato de las Artes, constituido como Presidente del Patronato de las Artes, doctor Carlos Neuhaus Ugarteche y 24 miembros entre empresarios, intelectuales y profesionales liberales (Alfredo Álvarez Calderón Roel, Jorge Basadre Grohmann, Jaime Bayly Gallagher, Myriam Kropp de Beltrán, Fernando Berckemeyer Pazos, Manuel Cisneros Sánchez, Héctor García Ribeyro, Signe Gildemeister Becker, Mariano Iberico Rodríguez, Juan Landázuri Ricketts, José Antonio de Lavalle y García, Aurelio Miró Quesada Sosa, Alejandro Miró Quesada Garland, Francisco Moncloa Fry, Miguel Mujica Gallo, Pedro de Osma Gildemeister, Mariano Peña Prado, Raúl Porras Barrenechea, Javier Prado Heudebert, Jorge Remy Barúa, Ricardo Rivera Schreiber, Waldemar Schröeder y Mendoza, Manuel Solari Swayne, Héctor Velarde). Esta asociación civil constituida en 1954 tenía por finalidad la promoción de la cultura y las artes en el Perú mediante la fundación de un museo de arte que, hasta entonces, no existía en el Perú.

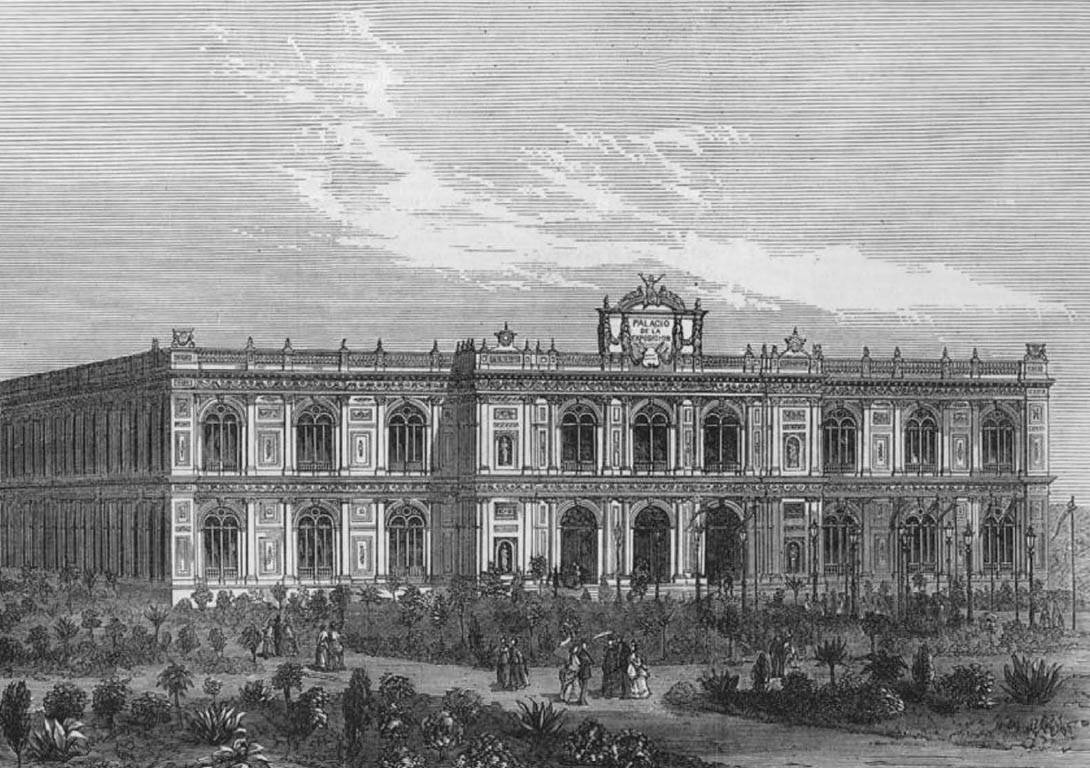
Palacio de la Exposición, local que alberga actualmente al museo

Así, el Consejo de Lima les cedió, en comodato renovable, el edificio del Palacio de la Exposición construido para la Exposición Internacional de Lima de 1872 con el Parque de la Exposición. En marzo de 1956 se inició la restauración del edificio contando con el trabajo de los arquitectos peruanos Héctor Velarde y José García Bryce y con el financiamiento de los estados peruano y francés. La exposición inaugural realizada en 1957 fue sobre la industria y cultura francesa, en agradecimiento a la colaboración prestada.
El Museo de Arte de Lima se inauguró en 1959, y fue puesto al servicio del público el 10 de marzo de 1961 por el presidente Manuel Prado y Ugarteche, quien donó al Patronato la colección que fuera iniciada por su hermano Javier Prado y Ugarteche, empezando oficialmente sus labores en junio de ese mismo año.

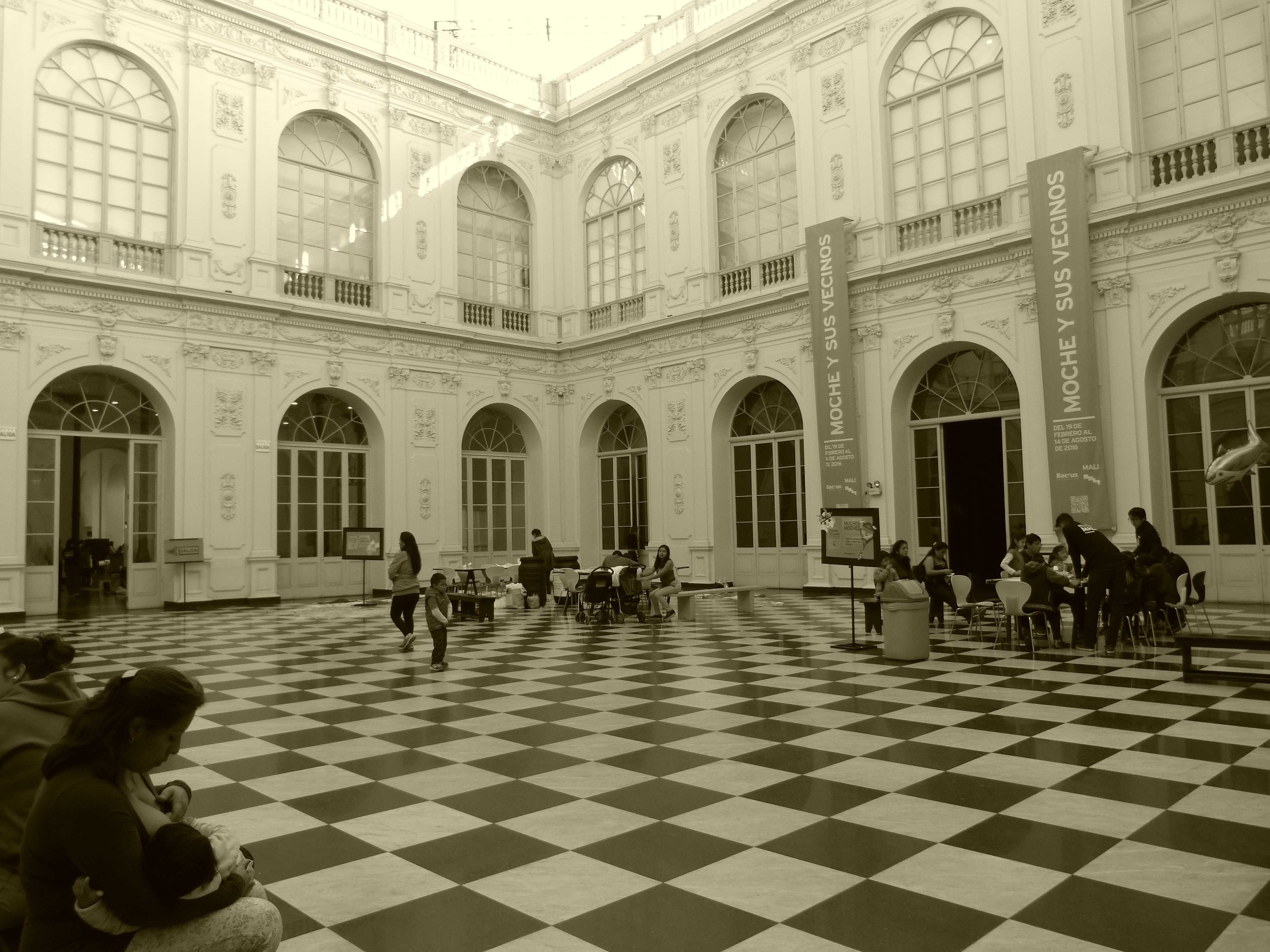
Vista de los ambientes del Museo de Arte de Lima (MALI)

En 1966 se da la implementación y funcionamiento del laboratorio de restauración. En 1974 el Palacio de la Exposición es declarado Patrimonio Cultural de la Nación. En 1979 se emite la Resolución Suprema N.º 0047-79 ED, que declara al local del Museo intangible y destinado exclusivamente para fines culturales.
En 1986 se realiza la entrega del auditorio y de la biblioteca, al concluirse la remodelación del primer piso del museo. En 1988 se lleva a cabo el inicio de las actividades del taller de conservación y restauración.
En 1993 se da la creación del Programa Amigos del Museo (PAM) con el propósito de fomentar un vínculo más cercano entre la sociedad y el museo.
En 1996 se realiza la primera subasta Anual del museo. En 1998 se suscribe un nuevo acuerdo de comodato del edificio por 30 años más (hasta el 2028). Se crea el programa "Recuperando las Obras del Museo" En 1999 se realiza el primer Concurso Interescolar de Arte del MALI. 
En el 2003 la Fundación Getty otorga una donación a la Biblioteca del museo para la adquisición de libros. El Museo de Arte de Lima se hace merecedor del Fondo del Embajador de la Embajada de Estados Unidos para financiar el Proyecto de estabilización y puesta en valor de la colección de textiles precolombinos. Se inaugura la Sala de Platería Colonial y Republicana, con el auspicio de Compañía de Minas Buenaventura.
En el 2004 se crea el Instituto Superior Pedagógico del MALI. Celebración por los 50 años de fundación del Patronato de las Artes. Serpost emite un sello postal conmemorativo. 
En el 2005 la Fundación MAPFRE de España otorga al MALI la I Ayuda García Viñolas para poner en marcha el Proyecto de catalogación y conservación de la colección de dibujos, grabados y acuarelas. Fundación Telefónica y el MALI crean el programa Arte Para Aprender, que busca contribuir con la enseñanza sobre la historia del arte en los niños y jóvenes.

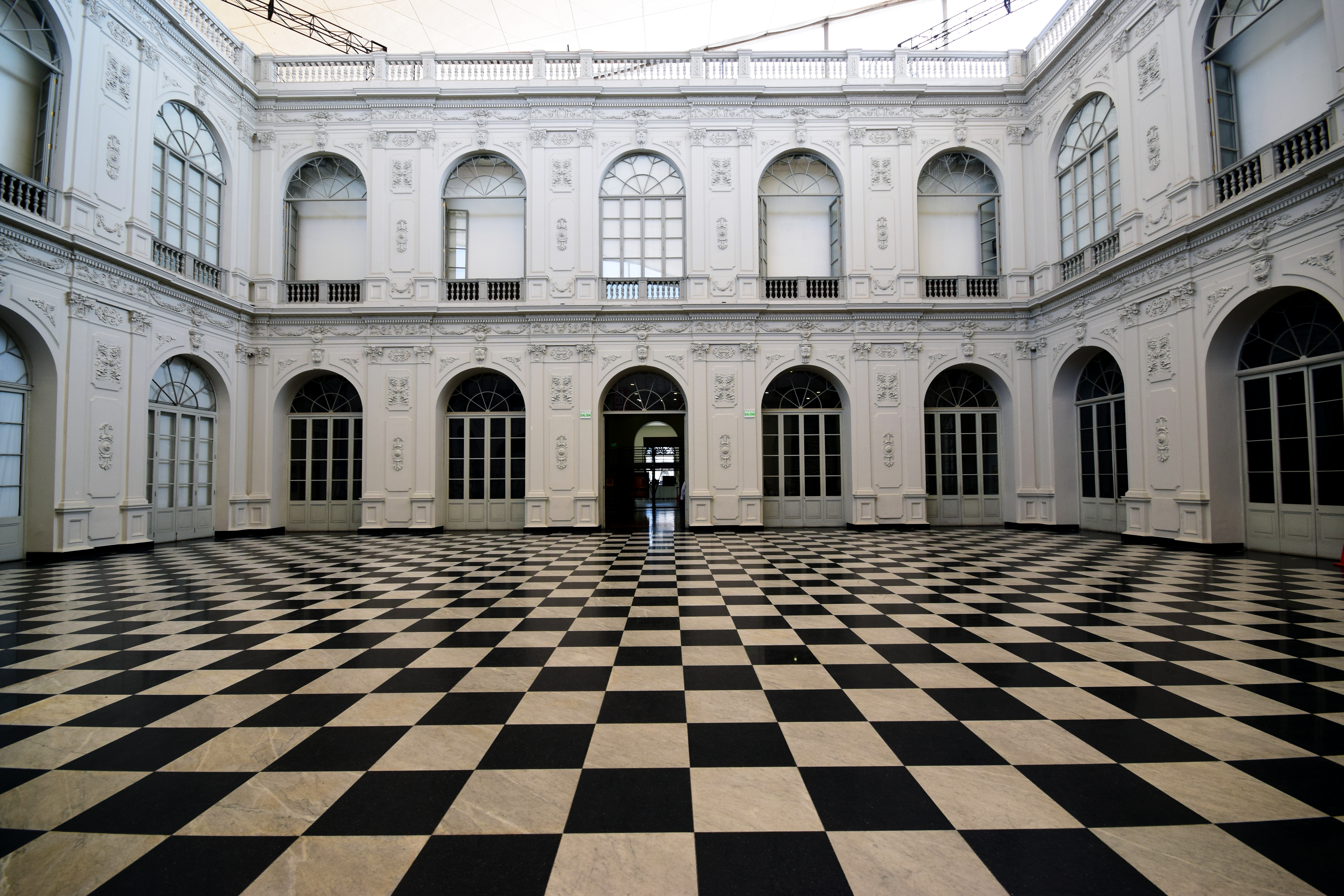
Vista interna del recinto.

En el 2006 se inaugura la Sala de Fotografía Juan Bautista y Carlos Verme. En el 2007 se realiza la primera Subasta y Fiesta de Verano del MALI. Se inaugura la Sala de Dibujo y Costumbrismo, gracias al apoyo de la familia Custer Hallett.
En el 2008 se concreta la obra de construcción de una nueva Sala de Textiles Precolombinos, gracias al valioso aporte de la Embajada de Alemania y las empresas textiles Creditex, Cía. Industrial Nuevo Mundo y Tejidos San Jacinto.
El MALI cierra temporalmente sus puertas en el mes de junio para emprender un ambicioso proyecto de renovación, financiado por el Ministerio de Comercio Exterior y Turismo - MINCETUR, a través del Plan Copesco Nacional y de aportes privados.
El 2010 el MALI reabre la primera etapa de su proyecto de renovación integral. Con nueva infraestructura y exposiciones temporales.

## Directores
- Alfredo Álvarez-Calderón Roel (1954 a 1956)
- Federico Kauffmann Doig (1960 a 1964)
- Francisco Stastny Mosberg (1964 a 1969)
- Federico Kauffmann Doig (1969 a 1971)
- Aníbal Santibañez Salcedo (1971 a 1975)
- Sara de Lavalle Garragori (1975 a 1976)
- Fidel Untiveros de la Cruz (1976 a 1987)
- Cecilia Alayza De Losada (1988 a 1995)
- Pedro Pablo Alayza Tijero (1996 a 1999)
- Natalia Majluf Brahim (2000 a 2001)
- Francis Bayly Llona (2001 a 2001)
- Natalia Majluf Brahim (2002 a 2018)
- Bartomeu Marí Ribas (2019 a 2020)
- Sharon Lerner (2022 - actualmente)

## Exposición permanente

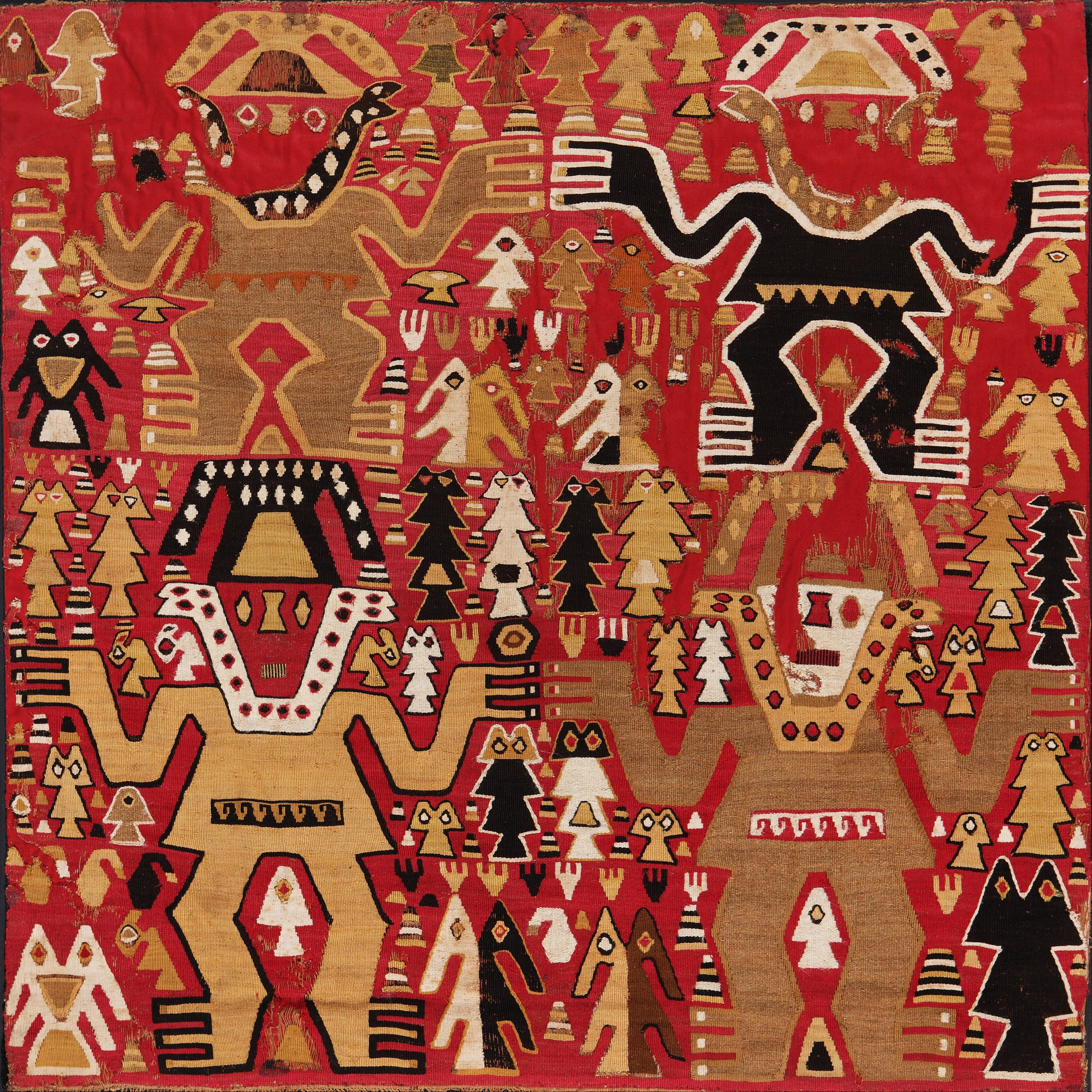
Arte textil de la cultura chimú.

En septiembre de 2015 se reabrió las salas de exposición permanente presentando más de 1,200 piezas de una colección conformada por más de 17 mil obras que narran 3 mil años de historia del arte peruano.  
Se divide en nueve salas.

### Sala de arte precolombino
Incluye piezas artísticas de las culturas pre-incaicas (Moche, Nazca, Vicús, etc.), de la época incaica. Esta colección está compuesta por piezas de cerámica así como textiles y obras de orfebrería procedentes, principalmente, de ajuares funerarios que fueron hallados en sus ubicaciones originales a lo largo del Perú.

### Sala de textiles
Incluye gran variedad de piezas textiles elaborados por las culturas que habitaron la costa peruana. Las piezas más antiguas datan del 8.000 A.C (trabajos de cestería encontrados en la Cueva de Guitarreros. Esta colección está conformada principalmente por mantos funerarios, túnicas, capas, vinchas, cinturones, gorros, estandartes y hondas.

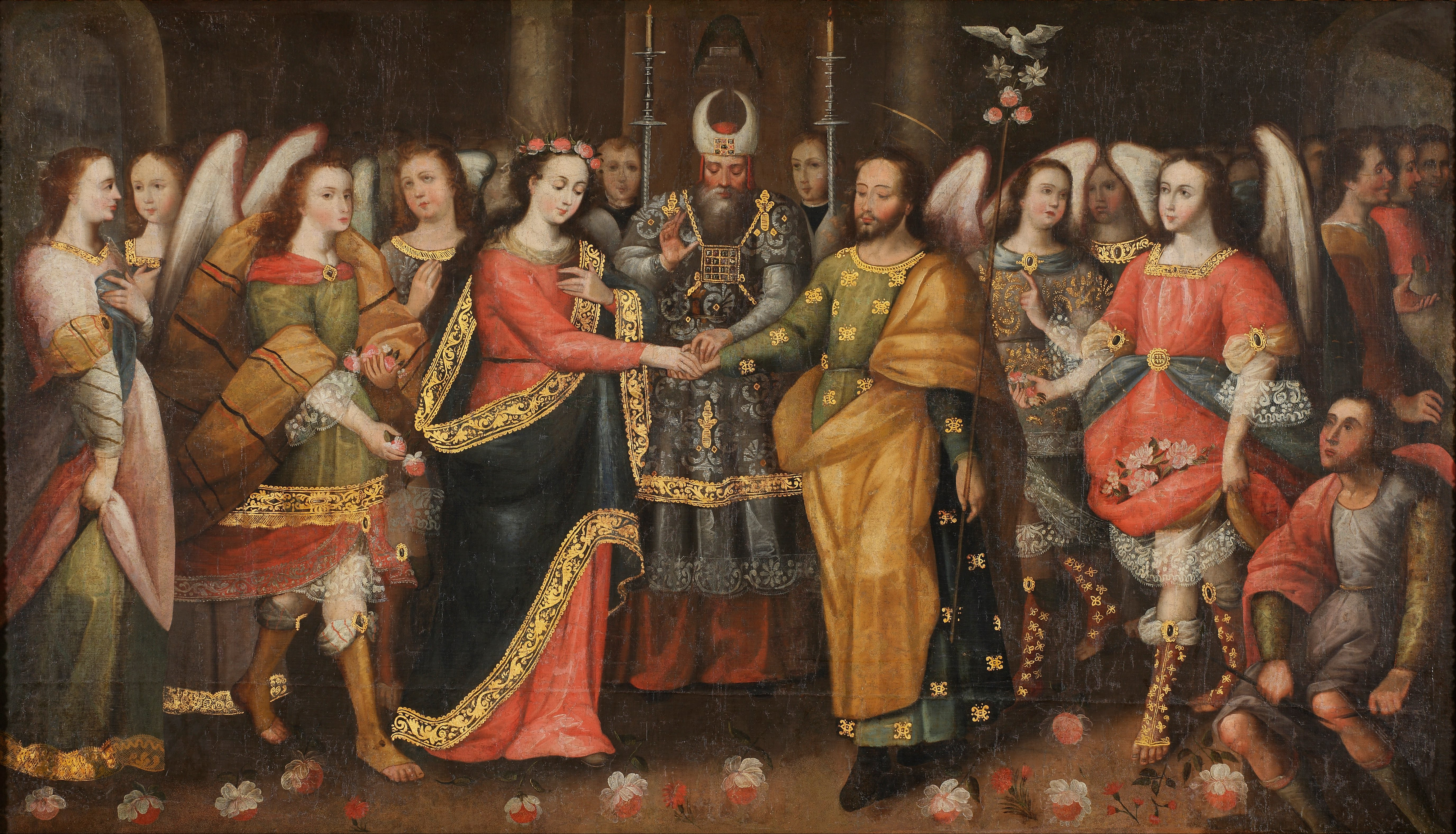
Pintura anónima de la época colonial.

### Sala de arte colonial
Compuesto principalmente por piezas pictóricas de las escuelas limeña y cusqueña de pintura así como por algunas piezas de cerámica que se siguieron produciendo durante el Virreinato del Perú.

### Sala de platería
Esta sala fue inaugurada en el 2003 y presenta un recorrido por la evolución de la platería en el Perú desde la conquista española (siglo XVI) hasta el siglo XX. Estas piezas provienen de las colecciones privadas de personas como Javier Prado y Ugarteche, Luisa Álvarez-Calderón y Waldemar Schröeder y Mendoza, caballero de la Orden de Malta.

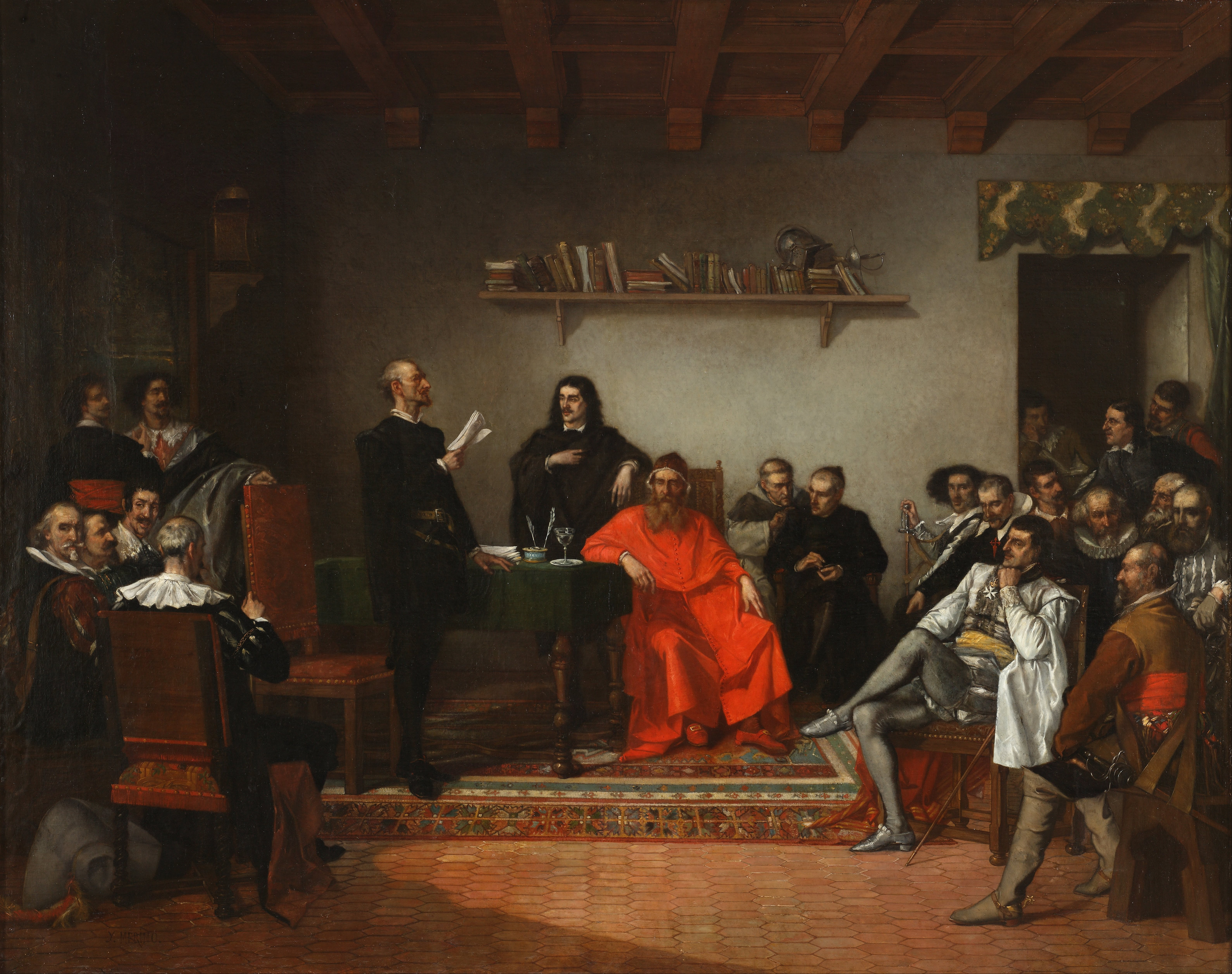
Obra de Ignacio Merino.

### Sala de arte republicano -SigloXIX

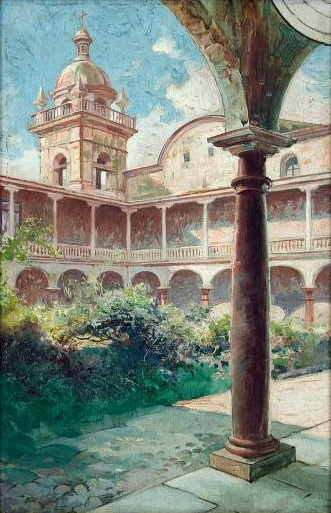
El viejo San Carlos (1912) por Teófilo Castillo, representando el interior de la Casona de la Universidad de San Marcos. Pintura actualmente bajo custodia del Museo de Arte de Lima.

Incluye piezas pictóricas de artistas peruanos como José Gil de Castro, Ignacio Merino, Francisco Laso y Luis Montero que presentan una pintura de tipo histórico y que refleja la realidad peruana de esos años.

### Sala de arte costumbrista
Incluye piezas de dibujo que retratan manifestaciones culturales (costumbres) tanto del siglo XIX como del siglo XX. Esta exposición es la mayor colección peruana de su tipo.

### SalasigloXX
Incluye piezas pictóricas de artistas peruanos como Teófilo Castillo, José Sabogal, Julia Codesido, Mario Urteaga y Ricardo Grau así como pinturas de estudiantes de la Escuela Nacional de Bellas Artes y del movimiento indigenista que floreció durante las primeras décadas del siglo XX.

### Sala de fotografía
Incluye un completo panorama de la historia fotográfica peruana desde la época del daguerrotipo (1842-1859) hasta la actualidad tanto en sus manifestaciones limeñas como provincianas. Incluye también material del fotógrafo puneño Martín Chambi.

### Sala de arte contemporáneo
Incluye piezas artísticas producidas desde el año 1940 presentando obras de los artistas peruanos Fernando de Szyszlo, Tilsa Tsuchiya y Gerardo Chávez. Muestra igualmente las tendencias artísticas de las últimas décadas en el Perú como fue la tendencia popular que existió entre los años 1979-1990, el reflejo de la violencia terrorista durante los años 1980s y las últimas producciones de los años 1990s y 2000s, donde se incluyen obras de artistas como Luz María Bedoya, Gilda Mantilla, Teresa Burga, Flavia Gandolfo, Elena Tejada, Milagros de la Torre, Juan Javier Salazar, entre otros.

## Exposiciones temporales
Desde su apertura en el año 1957, el Museo de Arte presenta permanentemente varias exposiciones temporales en diversas de sus salas. Inicialmente, estas muestras eran organizadas por el Patronado de las Artes como fue el caso de la exposición de obras de arte contemporáneo de la colección Paul Grinsten en 1968, pero actualmente recibe muestras auspiciadas por distintas organizaciones como fue el caso de las exposiciones de la Fundación para las Artes fundada en 1966 por el pintor Herman Braun-Vega. El recorrido de estas muestras es independiente del recorrido de la colección permanente.

## Colección Virtual
En enero del 2014 con ocasión de los sesenta años de la fundación del museo, se lanzó la colección virtual, para ampliar el acceso a las valiosas colecciones que alberga el MALI. Gracias a esta plataforma en línea, usuarios de todo el mundo pueden encontrar imágenes e información de más de diez mil obras de nuestra colección.

## Biblioteca "Manuel Solari Swayne"
En 1986, el Museo de Arte de Lima inauguró su biblioteca, bautizándola con el nombre de Manuel Solari Swayne cuya biblioteca personal sirviera como punto inicial. Los tomos que se encuentran en esta biblioteca versan principalmente sobre artes plásticas, arquitectura, arte popular, fotografía, museología, conservación y gestión de colecciones visuales. 
La biblioteca está suscrita a publicaciones actuales especializadas y, tanto a base de donaciones particulares como a un sistema de intercambio, su colección va en aumento. Actualmente la biblioteca cuenta con más de 15.000 volúmenes, 900 títulos de revistas tanto peruanas como extranjeras y una gran colección de diapositivas, videos y otros medios audiovisuales. En el 2020, se implementó un nuevo sistema de gestión de bibliotecas utilizando Koha –una plataforma basado en software libre– la cual ha permitido poner a disposición del público un renovado catálogo en línea que brinda la información de los diferentes fondos bibliográficos, de más de 15,400 volúmenes, además de una colección especial de 413 materiales y, más de 1000 títulos de publicaciones periódicas. 
Archivos MALI en línea
En 1996, se instaló el Archivo de Arte Peruano (AAP) que tiene como principal tarea organizar y divulgar la documentación y la información sobre arte peruano y artistas peruanos. Está principalmente orientado al uso de investigadores. Posee cerca de 2,080 portafolios de artistas plásticos peruanos y otros 500 portafolios temáticamente organizados sobre actividades artísticas y culturales a nivel nacional. En el 2022, el MALI lanzó su nueva plataforma de arte peruano, un catálogo digital subsidiado con recursos del Fondo Internacional de Asistencia para Organizaciones Culturales y Educativas 2021 del Ministerio de Relaciones Exteriores de la República Federal de Alemania, del Goethe-Institut y otros socios. Esta alianza, en una primera etapa, ha permitido iniciar un proceso de digitalización sistemática a fin de preservar y sobre todo asegurar el acceso público a las fuentes documentales de tres mujeres artistas representadas de su acervo: Elena Izcue, Cristina Gálvez y Teresa Burga.

## Archivo Digital de Arte Peruano - ARCHI
ARCHI es una plataforma digital, iniciativa del Museo de Arte de Lima  y del Archivo Fotográfico Daniel Giannoni, en convenio con el Ministerio de Cultura del Perú, que incluye imágenes de diversas expresiones de arte, cultura material y arquitectura del Perú, en sus diversos momentos históricos, desde la época prehispánica hasta el presente. Las imágenes en baja resolución pueden ser visualizadas y utilizadas de manera gratuita por estudiantes, profesores, investigadores y público en general para fines educativos y de investigación, en tanto, el uso de imágenes con fines comerciales requiere autorización.

## HISTORIAS.PE
Historias es una plataforma digital sobre arte en el Perú impulsada por la Fundación Telefónica y el Museo de Arte de Lima. Concebida en medio de la crisis del Covid-19 tuvo como objetivo inicial recuperar textos, imágenes y materiales audiovisuales de los archivos institucionales del Museo de Arte de Lima que no se encontraban accesibles al público. Con la colaboración de curadores e historiadores especializados, Historias se convierte ahora en una plataforma integrada de información para compartir nuevos conocimientos en formatos de presentación más accesibles, interactivos y relevantes. La página se construye como un espacio de referencia, en permanente crecimiento, siempre en proceso y con múltiples posibilidades por explorar.
Una iniciativa de: Museo de Arte de Lima y Fundación Telefónica Movistar y con la colaboración de: Thoma Foundation

## Archivos MALI en línea
En el 2022 el Museo de Arte de Lima – MALI lanzó su nueva plataforma de arte peruano, un catálogo digital subsidiado con recursos del Fondo Internacional de Asistencia para Organizaciones Culturales y Educativas 2021 del Ministerio de Relaciones Exteriores de la República Federal de Alemania, del Goethe-Institut y otros socios: www.goethe.de/hilfsfonds. Esta alianza, en una primera etapa, ha permitido iniciar un proceso de digitalización sistemática a fin de preservar un patrimonio tan frágil, ponerlos en valor y sobre todo asegurar el acceso público a las fuentes documentales de tres mujeres artistas representadas en nuestro acervo: Elena Izcue, Cristina Gálvez y Teresa Burga.
El catálogo digital incluye entradas a cada unidad documental basadas en el estándar internacional ISAD (G), puntos de acceso que facilitan las búsquedas y la digitalización en alta calidad que garantiza una menor manipulación y su preservación futura. En los últimos meses se han escaneado aproximadamente 7403 documentos que están siendo puestos a disposición del público por primera vez.

## Cursos MALI
El Museo de Arte de Lima posee también un programa de cursos y talleres abiertos al público en general. en disciplinas como las artes plásticas, artes gráficas, artes escénicas y vocales, artes musicales, artes manuales, artes marciales, bailes y danzas. Actualmente alberga a más de cincuenta mil alumnos al año en más de cien cursos.
Dentro de esta sección se encuentra los Cursos de Extensión Profesional, donde se pueden seguir especializaciones en áreas relacionadas con la gestión cultural.

## Programa Amigos del MALI - PAM

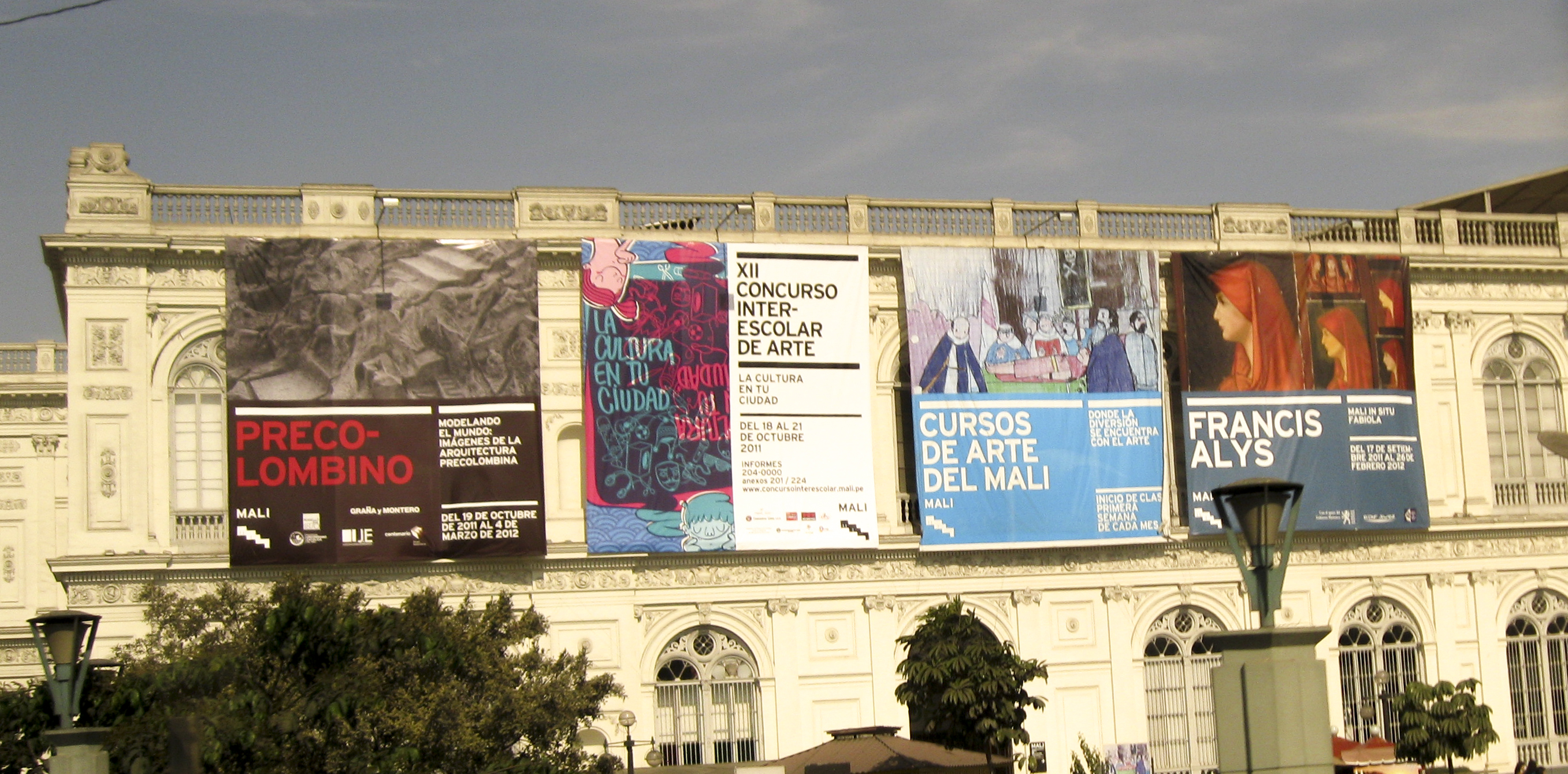
Vista externa del museo.

Como una forma de interacción con la sociedad, el Museo de Arte de Lima inició en 1993 el Programa de Amigos del MALI - PAM, que en la actualidad cuenta con aproximadamente quinientos miembros distribuidos en distintas categorías (benefactores, patrocinadores, galerías, familiares, individuales y estudiantes).

## Programas Educativos
El MALI como agente educativo brinda no solo un espacio de reflexión, sino también herramientas y recursos de aprendizaje a partir del contacto directo con obras de arte. El programa educativo consta de visitas guiadas y talleres creativos dirigidos a escolares, instituciones de educación superior, grupos de adulto mayor, empresas y grupos de familia. De esta manera se busca incentivar el reconocimiento del museo como espacio de exploración; fomentar el diálogo, la creatividad, la reflexión crítica y el interés por las expresiones artísticas, así como el respeto por el patrimonio cultural.